# Лайко Петро Гаврилович
Петро́ Гаври́лович Лайко́ (*27 вересня 1910, м. Катеринослав — †28 лютого 1988, м. Дніпропетровськ) — колишній радянський футболіст, нападник. Майстер спорту.

## Біографія
Лайко розпочав свій футбольний шлях у 12-річному віці, беручи участь у дворових баталіях рідного міста. Вступивши до залізничного технікуму, потрапив до одного з найсильніших клубів міста — «Желдора». І вже у 18 років дебютував в основному складі команди, а ще рік потому був залучений до участі в іграх збірної Дніпропетровська. Серед інших юного форварда перш за все вирізняла філігранна техніка та вміння передбачити розвиток подій на полі на декілька кроків уперед.
З появою в 1932 році дніпропетровського «Динамо» туди розпочали зтікатися найкращі футболісти міста, серед яких був і Петро Лайко. І вже цього самого сезону вони досягнули значного успіху, посівши третє місце в чемпіонаті УРСР. А рік потому було вперше офіційно ухвалено список найкращих футболістів Радянського Союзу, у якому Лайка було зазначено під третім номером на позиції правого напівсереднього форварда. Важливу роль у цьому, безсумнівно, відіграли успішні виступи дніпропетровської команди на міжнародній арені. Так у 1932 році були декласовані робітничі команди Німеччини та Іспанії (3:0 та 8:0 відповідно), у матчах із якими Лайко зарекомендував себе з найкращого боку.
Проте, найголовніші успіхи були попереду. У 1934 році збірна УРСР перемогла збірну Туреччини з рахунком 4:3, а Петро Лайко записав на свій рахунок 3 забиті м'ячі. А наступного року в рамках турне Францією було переможено професійний футбольний клуб «Ред Стар» (6:1).
Після не досить удалих виступів «Динамо» (Дніпропетровськ) у Чемпіонаті Союзу Лайко переходить до іншого «Динамо» — київського. Талановитий нападник одразу забронював за собою місце в стартовому складі киян, багатьох із яких знав за виступами в Дніпропетровську та збірній УРСР. 23 червня він дебютував у складі нової команди, а менше ніж місяць потому відзначився шедевральним голом у ворота московського «Спартака», закинувши м'яч за комірець голкіперові зі 35 метрів. Цього року динамівці завоювали бронзові нагороди чемпіонату.
Трохи згодом Петра Гавриловича обирають капітаном команди, роль якого він виконував аж до початку Другої Світової війни. В 1942—1943 нападник виступав і тренував команду «Основа» (Іваново). Під час бойових дій Лайко разом зі групою інших київських футболістів опинився в Казані, де тренувався в складі місцевої команди, там він і познайомився зі своєю майбутньою дружиною Клавдією Коробковою.
Повернувшись до Києва після закінчення війни, футболіст тут надовго не затримався й відгукнувся на пропозицію дніпропетровської «Сталі», що борсалася в нижній частині таблиці класу Б. Досвід футболіста такого рівня пішов на користь команді й у 1948 році «Сталь» зупинилася за крок від виходу до вищої ліги, поступившись у вирішальному матчі харківському «Локомотиву».
Після цього Лайко вирішив закінчити з виступами на серйозному рівні, однак до кінця піти з футболу відразу ж не зміг, виступаючи ще три роки в чемпіонату області за дніпропетровське «Динамо».
Остаточно повісив бутси на гвіздок Петро Лайко в 1951 році, коли йому виповнився 41 рік.
Після завершення футбольної кар'єри певний час працював слюсарем на вагоноремонтному заводі, тренував заводську команду «Локомотив». У 1980 році на його честь було зіграно матч між ветеранами київського «Динамо» та дніпропетровського «Дніпра».
Помер Петро Гаврилович 28 лютого 1988 року в Дніпропетровську.

## Досягнення
Командні трофеї
- Чемпіон УРСР (1935)
- Шаблон:Володар кубка УРСР (1937, 1938)
- Володар кубка сезону УРСР-1937.
- Бронзовий призер чемпіонату УРСР (1932)
- Бронзовий призер чемпіонату СРСР (1937)

Індивідуальні трофеї
- Майстер спорту
- У список 33-х найкращих гравців Радянського Союзу потрапляв двічі: № 3 (1933,1938)

## Сім'я
Одружився з Клавдією Коробковою, яка мала сина Олександра, що втім зацікавився не футболом, а баскетболом. Цю любов Олександр передав і своєму синові, який зрештою став майстром спорту міжнародного класу, виступаючи у складі київського баскетбольного клубу «Будівельник», а у 2009 році очолив жіночу команду з баскетболу «Дніпро», завоювавши з нею золото чемпіонату України. Володимир Коробков часто з любов'ю згадує Петра Гавриловича Лайка, що завжди підтримував онука в усіх його спортивних починаннях, та завжди допомагав порадою. Навіть будучи у похилому віці, Лайко приїжджав з Києва до Москви, щоб повболівати за Володимира, а після гри ніжно обійняти його.

## Пам'ять
В Дніпрі завершується будівництво легкоатлетичної арени ім. Петра Лайка. Міський голова м. Дніпра Борис Філатов запропонував городянам обрати нове ім'я стадіону.